# Association des universités européennes
Pour les articles homonymes, voir AUE et EUA.
 (août 2025).
L’Association des universités européennes (en anglais : European university association, EUA) est l’organisation représentant les universités de quarante-huit pays européens, rassemblant au total plus de 850 institutions. L’EUA joue un rôle majeur dans le processus de Bologne et dans la définition des politiques de l’Union européenne en matière d’enseignement supérieur, de recherche et d’innovation.  
L’association fournit une expertise unique dans les domaines de l’enseignement supérieur et de la recherche, et offre en même temps un espace permettant l’échange d’idées et de bonnes pratiques. Les résultats des travaux de l’EUA sont accessibles à ses membres et aux parties prenantes par le biais de conférences, de séminaires, de son site web et de publications. Grâce à ses relations avec un grand nombre d’autres organisations européennes et internationales, l’EUA garantit que la voix indépendante des universités européennes est entendue, chaque fois que sont prises des décisions ayant un impact sur leurs activités. 
L'EUA est le résultat d'une fusion entre l'Association of European Universities et la Confederation of European Union Rectors' Conferences. La fusion a eu lieu à Salamanque le 31 mars 2001.